# Arandana
Arandana es una variedad cultivar de ciruelo (Prunus domestica), de las denominadas ciruelas europeas,
una variedad de ciruela que se cultiva en la zona española de la comunidad autónoma de Aragón. Las frutas tienen un tamaño de medio a grande, color de piel granate oscuro y pulpa carnosa, aunque no muy dulce.

## Historia
'Arandana' variedad de ciruela cuyos orígenes no están claros, que se lleva cultivando desde finales del siglo  XIX en las huertas de Aragón.
'Arandana' está cultivada en el banco de germoplasma de cultivos vivos de la Estación experimental Aula Dei de Zaragoza. Está considerada incluida en las variedades locales autóctonas muy antiguas, cuyo cultivo se centraba en comarcas muy definidas, que se caracterizan por su buena adaptación a sus ecosistemas, y podrían tener interés genético en virtud de su características organolépticas y resistencia a enfermedades, con vista a mejorar a otras variedades.

## Características
'Arandana' árbol de porte extenso, moderadamente vigoroso, erguido. Las flores deben aclararse mucho para que los frutos alcancen un calibre más grueso. Tiene un tiempo de floración que comienza a partir del 16 de abril con el 10% de floración, para el 20 de abril tiene una floración completa (80%), y para el 29 de abril tiene un 90% de caída de pétalos.
'Arandana' tiene una talla de tamaño de grande a muy grande, de forma elíptico redondeada, achatada en ambos polos, pudiendo ser de simétrica o disimétrica; epidermis tiene una piel con pruina abundante pero no uniforme, azulada, el color de su epidermis es rojo granate pasando a amoratado oscuro, no uniforme, rara vez se puede apreciar el color base verde o amarillento, presenta lenticelas abundantes de tamaño variable, blanquecino con aureola algo más oscura que la chapa, distribuido por todo excepto junto a cavidad peduncular, más perceptible en la parte alta de las caras laterales, y zona de sutura de línea morada oscura más o menos visible según la coloración general del fruto, superficial, en depresión muy ligera excepto en la cavidad peduncular donde suele estar hendida y formando pequeño surco; pulpa de color amarillo ámbar, con textura firme, crujiente, medianamente jugosa, con sabor acidulado, agradable.
Hueso adherente grande, elíptico redondeado, semi globoso, con zona ventral amplia y muy acusada, bastante más ancha en el tercio pistilar, con ligera cresta, surco dorsal muy marcado, con frecuencia interrumpido en la parte central, los laterales bien acusados, y caras laterales rugosas, con aristas en la zona peduncular.
Su tiempo de recogida de cosecha se inicia en su maduración durante el mes de septiembre.

## Usos
Se utiliza para su consumo en fresco, así mismo la ciruela 'Arandana' se utiliza en pastelería y en la elaboración de mermeladas.